# Филарет (Гусев)
Епи́скоп Филаре́т (в миру Вале́рий Серге́евич Гу́сев; 14 августа 1975, посёлок Лубеньковский, Калининская область) — епископ Русской православной церкви, епископ Дальнеконстантиновский, викарий Нижегородской епархии.

## Биография
С 12 лет нёс пономарское и клиросное послушание в Иоанно-Богословском храме села Троица Удомельского района.
По окончании средней школы в 1992 году, по благословению епископа Тверского и Кашинского Виктора (Олейника), был направлен на обучение в Московскую духовную семинарию, которую окончил в 1995 году по первому разряду.
По окончании семинарии нёс послушание чтеца в Иоанно-Богословском храме села Троица и одновременно работал учителем истории и обществоведческих дисциплин в гимназии № 3 города Удомли. По собственным воспоминаниям, в Московской духовной семинарии преподаватель истории Отечества и истории Русской Церкви Владимир Дмитриевич Юдин привил ему любовь к истории России. «И, когда я пришёл в школу, и попросил меня принять на работу, в качестве учителя истории, то — меня приняли на работу, с дипломом Духовной семинарии. Это, наверное, сейчас можно назвать нонсенсом. Но, через год, после того, как я поработал в школе, я понял, что тех знаний, которые дала семинария, достаточно мало для того, чтобы продолжать работать учителем истории, обществознания, и хотелось повысить свой образовательный уровень».
В 1996 году поступил на исторический факультет Тверского Государственного Университета, который окончил в 1999 году с академической степенью «магистра истории» за диссертацию по теме: «Взаимоотношения Русской Православной Церкви и государственной власти в период революций 1917 года». Учась в университете, продолжал работать в школе, а также преподавал в филиалах двух ВУЗов — Института внешнеэкономических связей, экономики и права города Петербурга, и Московского психолого-социального института.
В 1999 году департаментом образования Тверской области была присвоена высшая педагогическая категория, в 2000 году звание «Учитель года Удомельского района».
15 апреля 2002 года архиепископом Тверским и Кашинским Виктором был рукоположён в сан диакона в состоянии целибата и направлен для несения церковно-приходского послушания в храм Новомучеников и Исповедников Российских города Удомли. 1 августа 2002 года рукоположён во иерея. 4 декабря 2002 года награждён правом ношения набедренника. 12 апреля 2003 года пострижен в иночество с именем Владимир, в честь священномученика Владимира Мощанского, Вышневолоцкого, назначен ключарём построенного Князь-Владимирского Собора города Удомля и секретарём Удомельского благочиния. 7 декабря 2003 года пострижен в монашество с именем Филарет, в честь святителя Московского Филарета (Дроздова).
В октябре 2003 года открыл в гимназии, где он преподавал, методический центр «Основ православной культуры», так как в Тверской области в качестве регионального компонента преподавались «Основы православной культуры»: «Там был собран, на тот момент, самый последний материал по методике преподавания „Основ православной культуры“. То есть, мы… как бы… были одни из первых, кто вплотную занялся, вот, как раз, методологией преподавания этого курса».
28 июля 2004 года награждён Патриаршей грамотой в связи с освящением Князь-Владимирского Собора. 9 октября 2004 года награждён правом ношения наперсного креста.
В 2005 году поступил в Санкт-Петербургскую Духовную Академию на богословское отделение (экстернат), которую окончил в 2008 году по первому разряду с квалификацией «Богослов».
28 января 2006 году назначен помощником настоятеля Знаменской церкви города Осташкова, а 4 марта того же года назначен наместником Архиерейского подворья Вознесенского Собора города Осташкова (преобразованного прихода Знаменской церкви).
29 декабря 2008 года введён в состав членов Епархиального Совета и назначен председателем Епархиального Отдела религиозного образования и катехизации.
К празднику Пасхи 2009 года награждён саном игумена.
К празднику Пасхи 2011 года награждён правом ношения палицы.
28 декабря 2011 года решением Священного синода Русской православной церкви избран епископом Бежецким и Весьегонским.
1 января 2012 года в Воскресенском кафедральном соборе Твери архиепископом Тверским и Кашинским Виктором возведён в сан архимандрита.
Решением Священного синода от 16 марта 2012 года определён быть епископом Канским и Богучанским.
23 марта 2012 года в храме Всех святых, в земле Российской просиявших, в Патриаршей и Синодальной резиденции в Даниловом монастыре наречён во епископа Канского и Богучанского.
Епископская хиротония совершена 24 марта 2012 года в храме в честь Положения честной Ризы Господней на Донской улице в Москве. Хиротонию совершили Патриарх Московский и всея Руси Кирилл, митрополит Саранский и Мордовский Варсонофий (Судаков), митрополит Иов (Тывонюк), митрополит Красноярский и Ачинский Пантелеимон (Кутовой), архиепископ Истринский Арсений (Епифанов), епископ Солнечногорский Сергий (Чашин), епископ Енисейский и Норильский Никодим (Чибисов).
С 11 по 25 июня 2012 года в Общецерковной аспирантуре и докторантуре проходил курсы повышения квалификации для новопоставленных архиереев.
На заседании Священного Синода Русской Православной Церкви от 9 июля 2019 года определён быть епископом Дальнеконстантиновским, викарием Нижегородской епархии.
С 16 по 30 декабря 2019 г. проходил повышение квалификации в Московском государственном лингвистическом университете по программе «Основы деструктологии. Продвинутый курс».
С 4 по 18 октября 2022 г. проходил повышение квалификации в Православном Свято-Тихоновском гуманитарном университете по дополнительной профессиональной образовательной программе повышения квалификации «Актуальные вопросы православной миссионерской деятельности».
В 2021—2024 гг. проходил обучение по очной форме в аспирантуре Нижегородского государственного педагогического университета по направлению подготовки 47.06.01 Философия, этика и религиоведение (профиль: философская антропология, философия культуры), которую окончил с присвоением квалификации «Исследователь. Преподаватель — исследователь» за научно-квалификационную работу (диссертацию) по теме «Антропологические концепции Н. А. Бердяева и И. А. Ильина: их сравнительный анализ».

## Труды
Имеет разработанные и защищённые авторские программы адаптивного курса «Мировые религии в структуре цивилизации» и «Основы философии». В 2001 году им издано авторское учебное пособие для средних школ «Мировые религии в структуре цивилизации».
- Взгляды Н. А. Бердяева на роль православия в мире // Православие и Русский мир: Материалы XXXI Рождественских православно-философских чтений, Нижний Новгород, 12-13 января 2022 года. — Н. Новгород: НГПУ, 2022. — С. 132—137.
- Н. А. Бердяев и И. А. Ильин о роли России в славянском мире // Дамаскин. — Н. Новгород, 2023. — № 1 (61). — С. 4—7.
- Н. А. Бердяев и И. А. Ильин о национальных особенностях характера русских православных // Русское православие и славянство: Материалы XXXII Рождественских православно-философских чтений, Нижний Новгород, 11-12 января 2023 года. — Н. Новгород: НГПУ им. Козьмы Минина, 2023. — С. 47—53.
- Спор между Н. А. Бердяевым и И. А. Ильиным о непротивлении злу силой // Вестник Мининского университета. — Н. Новгород, 2023. — Т. 11, № 1 (42). — С. 13.
- Своеобразие взглядов Н. А. Бердяева и И. А. Ильина на человека // Евразийский юридический журнал. — М., 2024. — № 1 (188). — С. 550—553.
- Отношение к Русской Православной Церкви Н. А. Бердяева и И. А. Ильина // Христианское чтение. — 2025. — № 1. — С. 212—218.